# Royal Marriages Act 1772

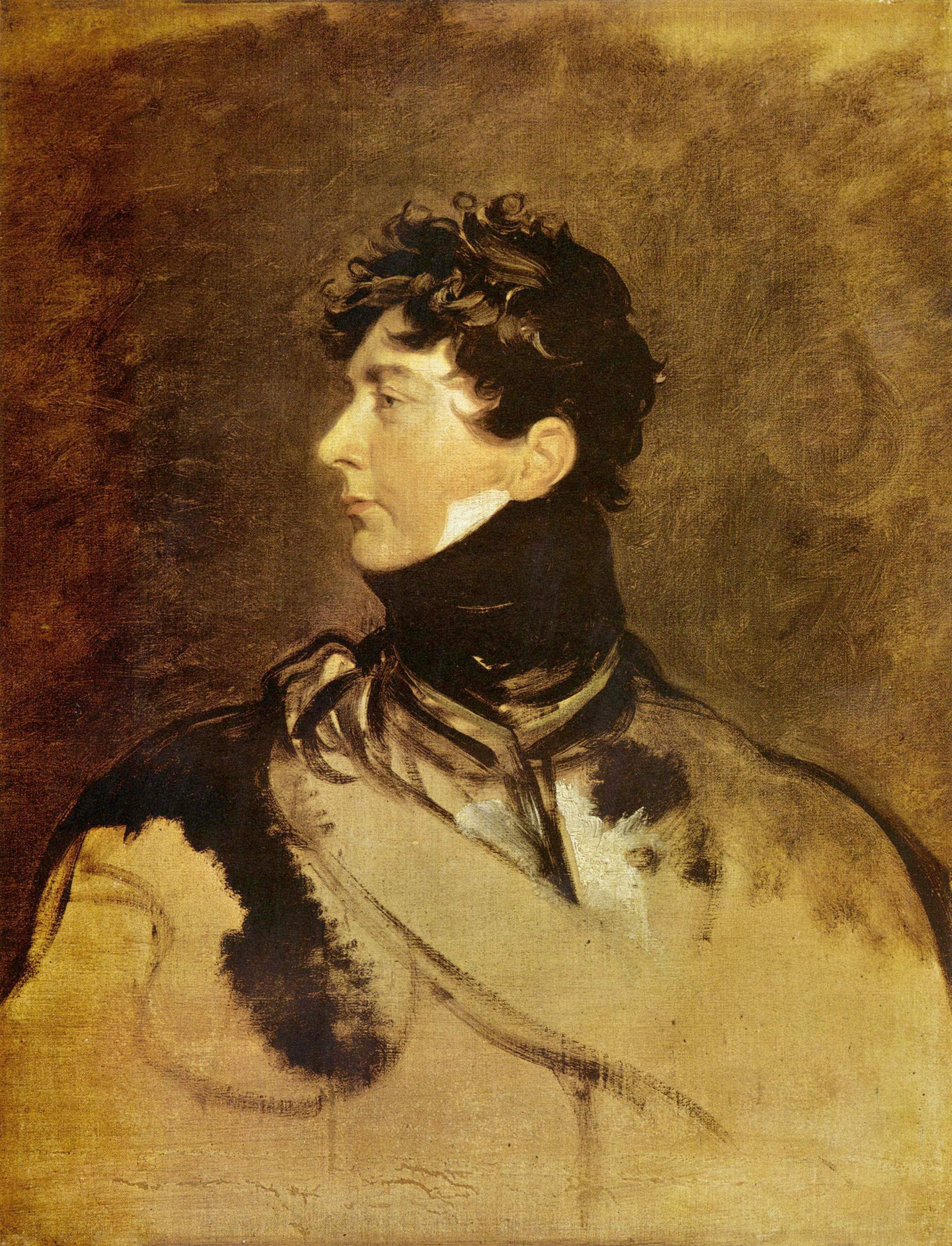
Georg IV. als Prinzregent (1815). Seine erste Heirat mit Maria Fitzherbert war nach den Bestimmungen des Royal Marriages Act illegal.

Der Royal Marriages Act aus dem Jahre 1772 ist ein seit 2015 nicht mehr gültiges Gesetz des Vereinigten Königreiches, das jede Heirat für ungültig erklärte, die Mitglieder des britischen Königshauses vor der Vollendung ihres 25. Lebensjahres ohne Zustimmung des Monarchen eingingen. Die Bestimmung galt für alle Nachkommen von Georg II. mit Ausnahme der Nachkommen der Prinzessinnen, die in andere Familien eingeheiratet hatten. Mitglieder der königlichen Familie, die älter als 25 Jahre waren, konnten auch nach Ablehnung des Ehewunsches heiraten, sofern sie dem Privy Council dieses ein Jahr zuvor angezeigt hatten und das Parlament es nicht untersagte.
Der Royal Marriage Act erklärte es außerdem zur Straftat, eine illegale Heirat eines Mitglieds der königlichen Familie in irgendeiner Form zu unterstützen. Diese Bestimmung wurde 1967 aufgehoben.
Der Royal Marriage Act wurde mit Inkrafttreten der umfangreichen Reform der Thronfolge des Vereinigten Königreichs (Perth Agreement) am 26. März 2015 aufgehoben.
Der Royal Marriage Act ist in der Geschichte des Vereinigten Königreiches mehrfach von Bedeutung gewesen. Besonders betrifft dies den späteren Georg IV., der mit 23 Jahren als Thronfolger heimlich die zweifach verwitwete Katholikin Maria Fitzherbert geheiratet hatte. Mit dieser Ehe hätte Georg seinen Thronfolgeanspruch verloren, da der Act of Settlement alle mit Katholiken verheiratete Personen von der Thronfolge ausschloss. Auch wären seine Tochter Charlotte und mögliche weitere Kinder aus seiner 1795 geschlossenen Ehe mit Caroline von Braunschweig von der Thronfolge ausgeschlossen gewesen, da diese Ehe bigamistisch und damit ungültig gewesen wäre. Auf Basis des Royal Marriages Act war jedoch die Ehe mit Maria Fitzherbert ungültig, da keine Genehmigung durch König Georg III. vorlag, die Rechtsfolgen dieser Eheschließung traten daher nicht ein. Trotzdem spielte die Eheschließung mit Maria Fitzherbert und ihre potentielle Auswirkung auf seine Thronfolge (Charlotte war bereits verstorben) eine erhebliche Rolle in den Auseinandersetzungen mit seiner offiziellen Ehefrau, als er nach seiner Thronbesteigung 1820 eine Annullierung dieser Ehe erreichen wollte.
Die Bestimmung des Royal Marriages Act wurde auch zur Anwendung gebracht, als die britische Prinzessin Margaret mit dem Gedanken spielte, sich mit Peter Townsend zu verheiraten.